# Vollore-Montagne
Vollore-Montagne település Franciaországban, Puy-de-Dôme megyében. Lakosainak száma 312 fő (2022. január 1.). Vollore-Montagne La Chamba, La Chambonie, Noirétable, Augerolles, La Renaudie, Sainte-Agathe, Viscomtat és Vollore-Ville községekkel határos.

## Népesség
A település népessége az elmúlt években az alábbi módon változott:
| Lakosok száma | 304  | 306  | 315  | 305  | 302  | 300  | 304  | 308  | 312  |
|               | 2013 | 2015 | 2016 | 2017 | 2018 | 2019 | 2020 | 2021 | 2022 |